# 易坑站
易坑站位于福建省龙岩市漳平市芦芝乡，车站作为会让站建于1974年，以增加鹰厦线的运输能力。距鹰潭站525公里，距厦门站167公里，距肖厝站228公里。现为五等站。客运办理旅客乘降、行李包裹托运，货运办理整车货物发到。